# Dźwinogród (hromada Buczacz)
Dźwinogród (czasem Dzwinogród Bazylijański, ukr. Звенигород, Zwenyhorod) – wieś na Ukrainie. Należy do rejonu czortkowskiego w obwodzie tarnopolskim i liczy 841 mieszkańców. Droga krajowa N18 przechodzi obok wsi.

## Historia
Wieś wchodziła w skład klucza buczackiego, właścicielem którego był starosta kaniowski Mikołaj Bazyli Potocki herbu Pilawa (Złota).
Za II Rzeczypospolitej do 1934 roku wieś stanowiła samodzielną gminę jednostkową w powiecie buczackim w woj. tarnopolskim. W związku z reformą scaleniową została 1 sierpnia 1934 roku włączona do nowo utworzonej wiejskiej gminy zbiorowej Podzameczek w tymże powiecie i województwie. Po wojnie wieś weszła w struktury administracyjne Związku Radzieckiego.

## Zabytki
- Cerkiew
- Kapliczka
- Kościół rzymskokatolicki z 1934 roku

## Ludzie
- Antoni Poterałowicz – polski nauczyciel, w 1931 mianowany kierownikiem 2-klasowej szkoły powszechnej we wsi[5]